# Історія гірництва (видання)

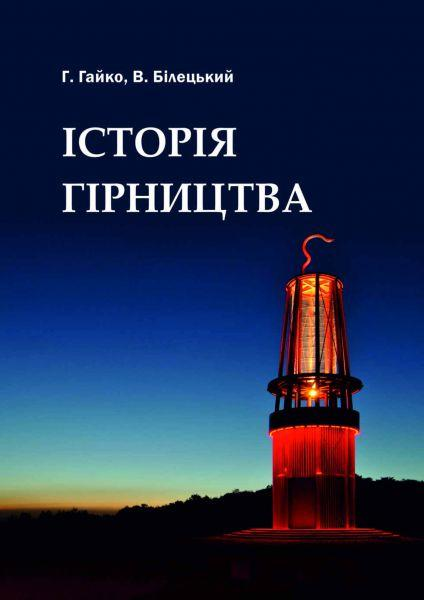
Обкладинка «Історії гірництва».

Історія гірництва — фундаментальне видання з історії гірничої науки і гірничої справи. Автори: Гайко Геннадій Іванович та Білецький Володимир Стефанович. Підготовлене протягом 2000—2013 років. Видане у Видавничому домі «Києво-Могилянська академія» та Видавництвом ЛАДО Донбаського державного технічного університету (Алчевськ), 2013 р. Має статус підручника з грифом Міністерства освіти і науки України. 542 с. Формат — А4. Кольорове видання.

## Загальний опис
Автори виходять з тези, що історія технологічної цивілізації, якою є людство — це історія технологічного і технічного прогресу, зокрема — історія винаходів, історія зростання енергоспоживання (шкала Кардашева), технологічна еволюція. У цьому контексті предмет, якому присвячено видання, — історія гірництва, — видобування і первинної переробки корисних копалин, — є найбільш показовою, найбільш довготривалою в часі і найбільш інтегративною у порівнянні з іншими галузями матеріального виробництва. Впродовж тисячоліть гірництво як галузь діяльності людини і як мистецтво, тобто досконале вміння, майстерність, увібрало в себе досвід багатьох поколінь від першопрохідців-аматорів до професійних гірників різних народів з різних континентів і різних історичних епох, різних культур. Саме це стало першопричиною і рушієм праці авторів над «Історією гірництва».
Історія гірництва розглядається як дзеркало багатьох проявів людської практики і людського інтелекту, тло, на якому відбувалося відображення звичаїв, правил поведінки, що уособлювали собою підсумок історичного досвіду.
Ретроспективний ілюстрований огляд і аналіз артефактів гірництва та дотичних практик, поданий у виданні, охоплює практично всі континенти, але в першу чергу акцентує увагу на європейських здобутках. При цьому застосовано традиційний історичний підхід освоєння земних надр: кам'яна доба — вік міді (бронзи) — вік заліза — епоха середньовіччя — епоха Великих географічних відкриттів — доба промислової революції. У окремих розділах висвітлені спеціальні теми: «Золоті й алмазні „лихоманки“», «Енергетичні мінеральні ресурси», «Культурна спадщина гірників».
Простежено розвиток вітчизняного гірництва — як у контексті загальнолюдського та європейського, а також йому присвячено окремий розділ.
Ілюстративний матеріал видання залучено з більш ранніх видань авторів, а також ексклюзивний — зібраний авторами у численних наукових експедиціях до різних країн і на різних континентах.
Джерельна база видання для теми «Історія гірництва» не має аналогів і охоплює писемні джерела декількох тисячоліть — від «Пісні про Гільгамеша» (кінець ІІІ — початок ІІ тис. до Р. Х.), де зустрічаються згадки про золото, срібло, палаци і будинки з каміння і цегли, до архівних матеріалів та сучасних книг і статей — всього близько 500 позицій. Зокрема, залучена робота Тіта Лукреція Кара, римського поета І ст. до Р. Х. — філософсько-пізнавальна поема «Про природу речей», де підкреслено важливість відкриття і розробки родовищ металів у загальній історії людства. Особливої уваги заслуговує праця «Природнича історія» Гая Плінія Секунда (23 або 24 — 79 р. по Р. Х.), який подає ґрунтовну картину розвитку гірництва античності у 33-й і 34-й книгах своєї енциклопедії знань античності. «Географія» Страбона (64/63 р. до Р. Х. — 23/24 р. по Р. Х.) теж належить до фундаментальних праць цієї доби — у 17 книгах він описав досвід гірничої справи в ряді країн світу, відомих античному світу. Не можна оминути і праці «батька історії» Геродота, який у своїх описах країн багаторазово звертається до гірничої справи, яку розвивали ті чи інші народи. Використані праці Архімеда (287—212 рр. до Р. Х.) містять описи пристроїв і механізмів, які застосовувалися в гірництві, наприклад, оригінального ґвинта для підіймання води («ґвинт Архімеда»). У 10-й книзі багатотомної праці «Про архітектуру десять книг» римського архітектора та інженера Вітрувія (друга половина І ст. до Р. Х.) описані блоки, поліспасти, вантажопідіймальні машини, водяні колеса і млини, поршневий насос, водяний ґвинт та інші механізми, заторкнуті питання вентиляції копалень.
При підготовці видання автори широко використали пам'ятник світової історії середніх віків — твір Ґеоргія Аґріколи (1494—1555) — «De Re Metallica» («Про гірничу справу і металургію») в дванадцяти книгах. Це — перша енциклопедія гірничої справи і металургії, яка підвела підсумок всьому досвіду людства по видобуванню руди та плавці металів аж до XVI ст. Роки життя та діяльності Аґріколи належать до епохи Відродження, коли в ряді країн Європи почали складатися капіталістичні відносини. Праця Аґріколи протягом двох віків була основним посібником для всіх рудокопів. Водночас, підкреслюючи фундаментальність праці Ґ.Аґріколи, використані і праці його попередників та сучасників — У. Р. Кальбе з Фрайберґа, автора «Гірничої книжки» (1505 р.), італійського інженера Ваноччо Бірінгуччо, автора трактату «Про піротехніку» у десяти книгах (1540 р.), німецького вченого Себастіана Мюнстера (1485—1552), автора великої праці «Космографія» (1544 р.). Показано, що у роботах геніального інженера і художника Леонардо да Вінчі (1452—1519) є оригінальні розробки нової гірничої техніки, зокрема бура для дослідження надр, він же розробив принципову схему екскаватора-драґлайна, значно поліпшив роботу підйомних машин винаходом підшипника.
Питання розвитку геології і мінералогії простежено за працями цілої плеяди видатних вчених серед яких давньогрецький філософ Аристотель (384—322 рр. до Р. Х.), учений, філософ Ібн-Сіна (Авіцена, 980—1037), хорезмський енциклопедист Аль Біруні (973—1048), італійський мислитель-натурфілософ епохи Відродження Джироламо Кардано (1501—1576), російський вчений Михайло Ломоносов (1711—1765), а також видатні українські вчені — ректор Києво-Могилянської академії Феофан Прокопович (1681—1736), перший президент української академії наук Володимир Вернадський (1863—1945), відомий мінералог, автор одного з найбільших у світі «Мінералогічних словників» Євген Лазаренко (1912—1979) та багато інших.
Водночас, ряд фактів автори залучають до наукового видання з історії гірництва вперше — серед них і ті, які до сьогодні ще непояснені і мають наукову перспективу досліджень.
Призначення видання «Історія гірництва»" в основному пізнавальне. Тому вона може бути використана, в першу чергу, як посібник для студентів, магістрантів, аспірантів спеціальностей гірничого профілю.